# Julian Büscher
Julian Büscher (Soest, 22 aprile 1993) è un ex calciatore tedesco, di ruolo centrocampista.